# دانیل باتسون
دانیل باتسون (انگلیسی: Daniel Batson; ۱۵ مارس ۱۹۴۳ – ) روان‌شناس اهل ایالات متحده آمریکا بود.